# Aspidioides corokiae
Aspidioides corokiae är en insektsart som först beskrevs av William Miles Maskell 1891.  Aspidioides corokiae ingår i släktet Aspidioides och familjen pansarsköldlöss. Inga underarter finns listade i Catalogue of Life.